# Steele (Essen)
Steele ist ein östlicher Stadtteil der Stadt Essen in Nordrhein-Westfalen und innerhalb dieser als ein Mittelzentrum eingestuft. Steele war von 1578 bis zur Eingemeindung zur Stadt Essen 1929 eine selbständige Stadt an der Ruhr.
Steele grenzt im Norden an Kray, im Nordosten an Leithe, im Osten an Freisenbruch, im Südosten an Horst, im Süden an Überruhr, im Südwesten an Bergerhausen und im Westen an Huttrop.

## Geschichte

### Von der Gründung bis zur frühen Neuzeit

Wappen von Steele

Die Geschichte Steeles reicht bis in das 9. Jahrhundert zurück. Im Jahr 840 wird der Ort erstmals urkundlich erwähnt. 938 hielt der zweite deutsche König und spätere römische Kaiser Otto I. der Große einen Hoftag dort ab.
1047 wird in einem Verzeichnis des Klosters zu Werden die Bauerschaft Freisenbruch erwähnt. Durch diese Bauerschaft verlief ein zweiter Zweig des Hellwegs, nachdem er durch die Errichtung von Haus Horst sicherer geworden war. Der ursprüngliche Hellweg verlief über Schonnebeck und durch die Bauerschaft Kray-Leithe. Der Weg Im Helf (verkürzt für Im Hellwegshof) um das Gewerbegebiet Adlerstraße erinnert noch an den alten Verlauf. Beide Wege wurden noch Jahrhunderte später nebeneinander benutzt.
1318 wurden von Fürstin Anna Salome Weinberge in der Nähe von Steele angelegt.
Der Holbeckshof, ein Behandigungsgut, das zum Oberhof Eickenscheidt gehörte, wird 1322 und dann zwischen 1408 und 1411 im sogenannten Kettenbuch (liber catenatus) erwähnt. Er befand sich an der heutigen Straße Holbecks Hof. Aus nordwestlicher Richtung floss dort die Holtbecke (Holzbach), die dem Hof seinen Namen gab. An dem Bach befand sich ursprünglich ein Mühlenteich mit einer Wassermühle. Hinweise auf diesen bis ins 19. Jahrhundert bestehenden Teich fanden sich im Februar 2020 bei der Kontrolle von Bodenarbeiten im Bereich der heute dort befindlichen Kleingartenanlage.
Ab dem 15. Jahrhundert wurde die Steeler Stadtmauer angelegt und ab 1815 abgebrochen.
1549 wurde, ein Jahr nach einem Großfeuer in Steele, die erste Brandschutzordnung erlassen.
1563 Steele erhält ein Privileg zur Abhaltung der Mai- und Herbstkirmes.
1578 erhielt Steele die Stadtrechte. Die Äbtissin Elisabeth von Manderscheid-Blankenheim verlieh der Stadt ihr Siegel mit drei Ringen.
1580 wurde Steele im Städtebuch von Bruyn und Hugenberg mit seinen ertragreichen Kohlengruben erwähnt.
Während Anfang des 18. Jahrhunderts Steele zum Äbtissinnentift Essen gehört, liegen die östlich gelegenen Siedlungen auf preußischem Gebiet und werden daher als „Königssteele“ bezeichnet.
Die Äbtissin Franziska Christine von Pfalz-Sulzbach (1724–1776) stiftete in Steele ein Waisenhaus, die Fürstin-Franziska-Christine-Stiftung, deren Barockfassade noch heute das Erscheinungsbild Steeles prägt.
1794 wurde die vom Minister von Heinz im Jahre 1787 festgelegte neue Landstraße von Essen über Steele nach Bochum fertiggestellt. Die Benutzer der Chaussee mussten Wegegeld entrichten.

### 19. Jahrhundert
1842 brannte die 1667 in den Besitz des Bauern Schulte-Ising gelangte Mühle am Isinger Tor ab. Sie war zuvor 1818 erneuert worden und stammte vermutlich aus der Zeit vor dem Dreißigjährigen Krieg. Nach dem Brand baute man die Mühle wieder auf, nicht aber das ebenfalls zerstörte Isinger Tor, dessen Reste abgebrochen worden waren. Die Straße Isinger Tor, die seit 1926 so genannt wird, hieß Steinweg, an dessen Ende sich die Knops-Porthe befand, später Isinger Tor genannt, durch das der Hellweg verlief.
1856 ging das Eisenwerk Steele in Betrieb.
1862 wurde Steele durch die Bahnstrecke Witten/Dortmund–Oberhausen/Duisburg der Bergisch-Märkischen Eisenbahn-Gesellschaft (BME) an das Eisenbahnnetz angebunden.
1863 übernahm die BME die Prinz-Wilhelm-Eisenbahn-Gesellschaft und verband deren Bahnstrecke Wuppertal-Vohwinkel–Essen-Überruhr mit ihrer eigenen Strecke im Bahnhof Steele über die neue Ruhrbrücke und baute die Strecke weiter nach Dahlhausen. Der so entstandene Knotenbahnhof hatte im Laufe der Zeit verschiedene Namen: Königssteele, Steele Nord, Steele Hbf, heute Bahnhof Essen-Steele Ost.
Am 1. Januar 1864 wurde die Sparkasse Steele als dritte Sparkasse auf heutigem Essener Stadtgebiet – nach Essen und Werden – gegründet.
1869 nahm das St.-Laurentius-Hospital seinen Betrieb auf. Heute befindet sich in dem denkmalgeschützten Gebäude der Sitz des Seniorenstifts St. Laurentius.
Am 14. November 1872 wurde die evangelische Friedenskirche eingeweiht.
1874 wurde das Kaiserliche Postamt am Grendplatz eröffnet.
1875 wurde die markante neugotische Pfarrkirche St. Laurentius eingeweiht, deren Vierungs-Oktogon von einem Dachreiter bekrönt wird, der fast die Höhe des Westturms erreicht. Im Volksmund wird die unmittelbar oberhalb der Steeler Altstadt gelegene Kirche als „Steeler Dom“ bezeichnet.
1876 wurde die Freiwillige Bürgerfeuerwehr Steele gegründet, die auch heute noch als Freiwillige Feuerwehr Essen-Steele ihren Dienst als taktische Einheit der Berufsfeuerwehr Essen versieht und nach wie vor aus ehrenamtlichen Mitgliedern besteht. Die Feuerwache befindet sich heute im Ruhrbruchshof 6.
1878/1879 wurde die Bahnstrecke Mülheim-Heißen–Altendorf (Ruhr) der Rheinischen Eisenbahn-Gesellschaft und mit ihr der Bahnhof Steele Süd in Betrieb genommen.

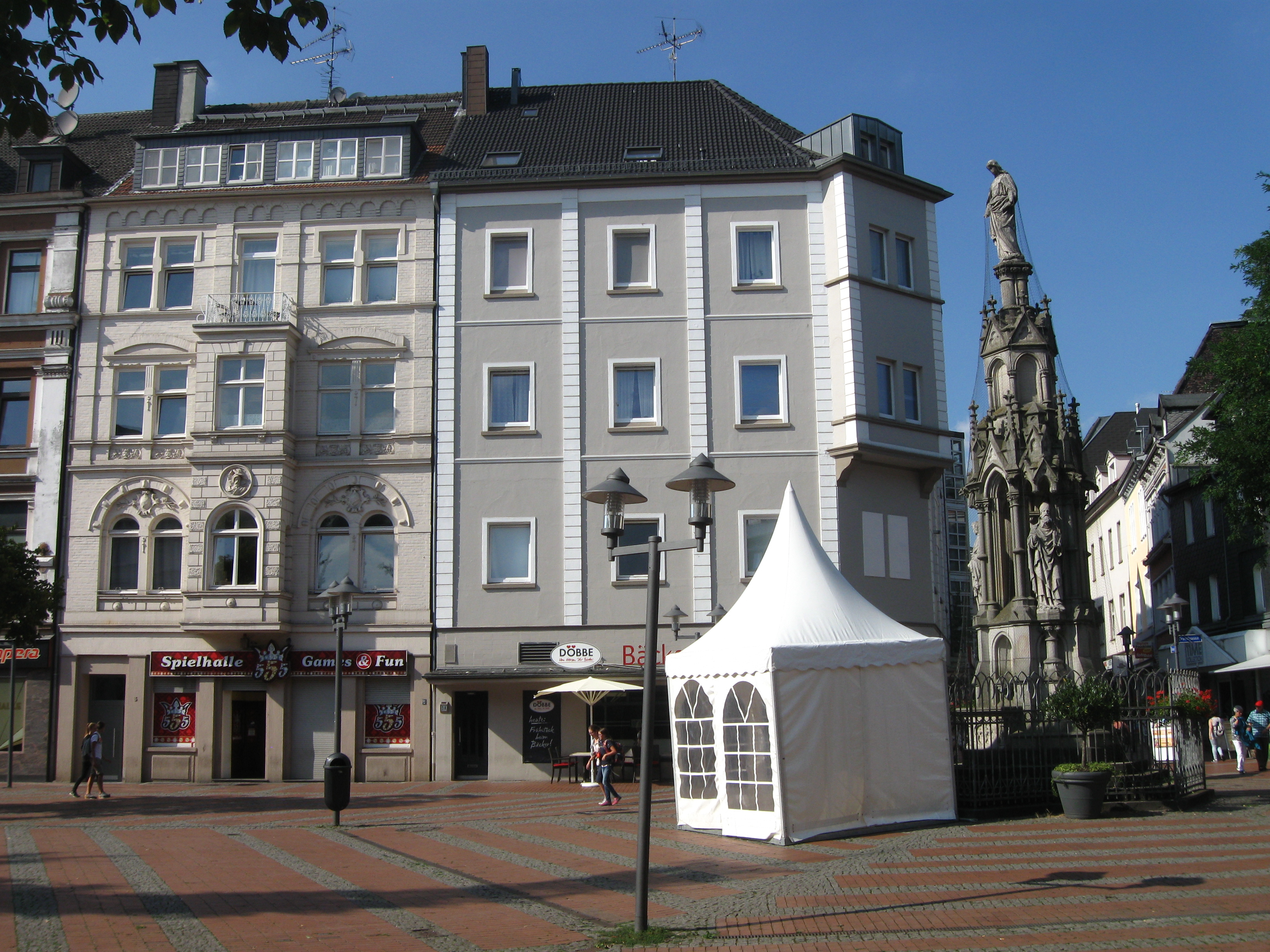
Mariensäule auf dem Grendplatz

1879 wurde das Amtsgericht am Grendplatz eingeweiht.
1882 wurde der Steeler Verkehrs- und Verschönerungsverein gegründet. Er war maßgeblich an der Gestaltung der wachsenden Stadt Steele beteiligt. Aus seiner Initiative entstand beispielsweise der Stadtgarten Steele. In den Reihen der Vorsitzenden und Mitglieder des Vereins finden sich zahlreiche Persönlichkeiten. Im Zuge der Gleichschaltungspolitik der Nationalsozialisten musste der Verein in den 1930er Jahren aufgelöst werden. Gleich nach Ende des Zweiten Weltkriegs wurde er unter dem Namen Steeler Bürgerschaft e. V. wiedergegründet.
1889 wurde die Mariensäule auf dem Grendplatz durch den Steeler Bildhauer Peters errichtet. Sie folgte einem jahrhundertealten Heiligenhäuschen, das wegen Baufälligkeit abgebrochen wurde, und ist bis heute Segensstation der Steeler Fronleichnamsprozession, die alljährlich am Dreifaltigkeitssonntag stattfindet.
1898 wurde der Wasserturm Essen-Steele erbaut, der bis 1984 in Betrieb war.

### 20. Jahrhundert
1910/1911 entstand auf Initiative des damaligen Verkehrs- und Verschönerungsvereins (heute Steeler Bürgerschaft e. V.), etwa 40 Meter oberhalb der Ruhr auf einem Hang, der 42 Hektar große Steeler Stadtgarten als Volkspark für die Erholung der Bürger von Steele. Ebenfalls in dieser Zeit wurde auch der Stadtgartensaalbau für kulturelle Veranstaltungen erbaut und die Skulptur Odysseus des Steeler Bildhauers Franz Guntermann aufgestellt.
Durch das Inkrafttreten des Gesetzes über die Neuregelung der kommunalen Grenzen im rheinisch-westfälischen Industriebezirke wurde der größte Teil der bis dahin zur Provinz Westfalen gehörenden Gemeinde Königssteele, zu der seit 1919 auch Eiberg, Horst und Freisenbruch gehörten, am 1. April 1926 nach Steele eingemeindet. Die Eingemeindung von Steele nach Essen erfolgte am 1. August 1929.
In den 1920er Jahren wurde oberhalb der Steeler Altstadt rund um den Laurentiusweg und den Steeler Stadtgarten ein neues Wohnviertel errichtet, das einige qualitätvolle, denkmalgeschützte Wohnhäuser im Stile des architektonischen Expressionismus aufweist (Schnütgenstraße). Dort findet sich auch der Wasserturm von 1898.
Mitten in Steele stand die am 14. September 1883 eingeweihte Steeler Synagoge. Am 10. November 1938 wurde sie niedergebrannt und danach abgerissen.
Im Zweiten Weltkrieg erlitt Steele im Vergleich zur Essener Innenstadt geringe Beschädigungen der Bausubstanz.
1948 wurde das in der Mitte des Grendplatzes befindliche Kaiser-Wilhelm-Denkmal abgebaut.
Sanierung der 1960er und 1970er Jahre

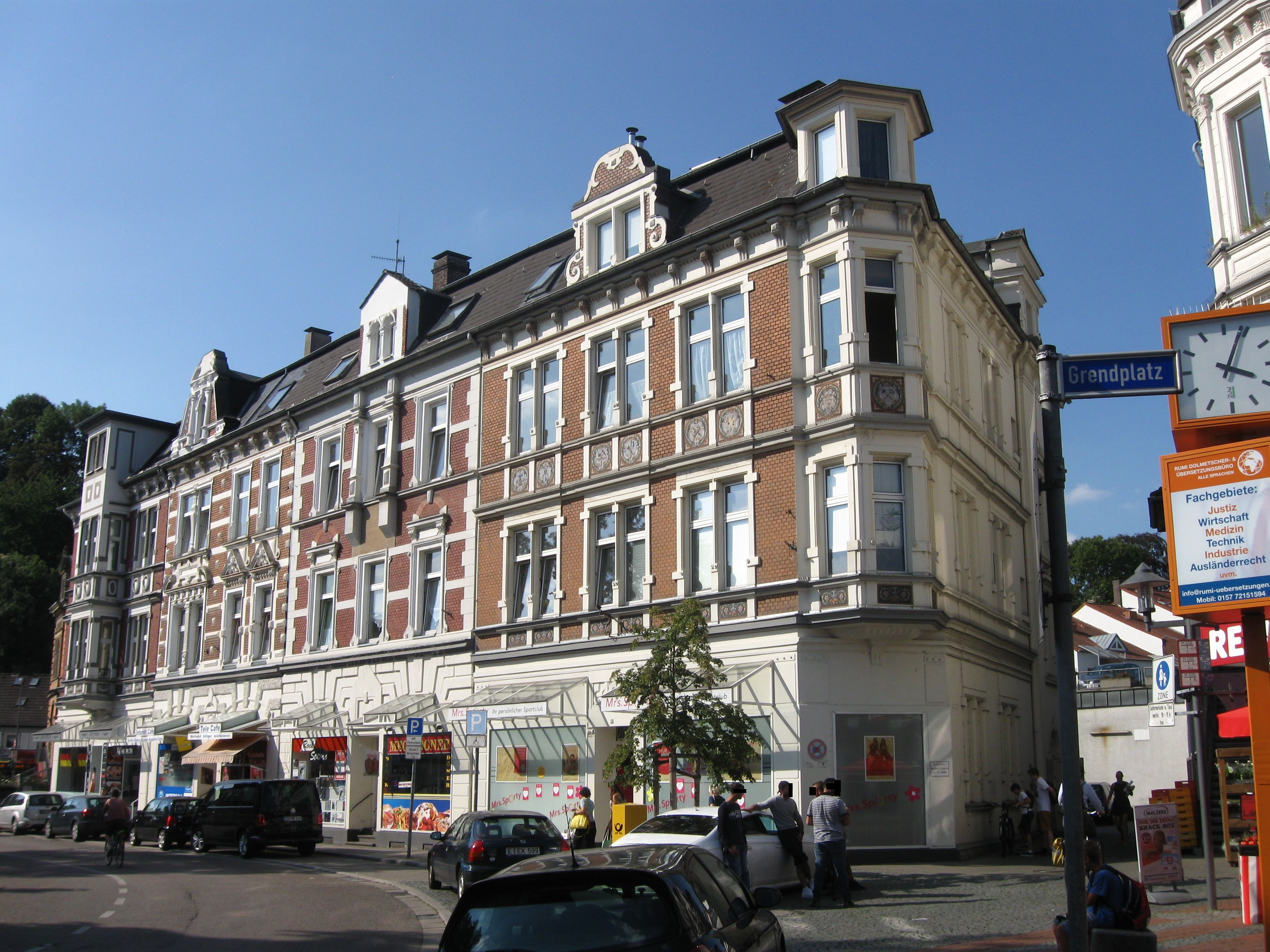
Verbliebene gründerzeitliche Bebauung am Grendplatz

In den späten 1960er und frühen 1970er Jahren war Steele Schauplatz einer der größten städtebaulichen Umstrukturierungsmaßnahmen in der Bundesrepublik. Unter dem Stichwort Sanierung wurde Steele besonders in seinen nördlichen und östlichen Teilen durch Abriss und Neubau umgestaltet. Im Rahmen dieser Flächensanierung wurden sowohl ganze Straßenzüge aus vorindustriellen Fachwerkhäusern geopfert als auch weite Bereiche mehr oder weniger intakter gründerzeitlicher Bebauung zerstört. Von den meisten Häusern, die vor der Sanierung als Denkmal eingestuft wurden, blieb kaum eines nach dem Totalabriss eines ganzen Stadtviertels übrig.
Als eines der ersten Häuser wurde Ende der 1960er Jahre das Mühlenhof genannte Eckhaus am Scheidtmanntor (Ecke Steeler Straße/Paßstraße) niedergelegt. Noch 1929 in der selbständigen Stadt Steele durch Johann Vogelsang errichtet, galt es gegenüber dem Bahnhof gelegen als Steeles Aushängeschild. Auf dem freigewordenen Grundstück, das zunächst viele Jahre als Park- und zeitweise Kirmesplatz genutzt wurde, wurde 1988 das Hochhaus des Seniorenheims Kaiser-Otto-Residenz eröffnet.
Für den Bau des Kaufhauses Wertheim im Jahr 1972 wurde bedeutende historische Bausubstanz im ältesten Siedlungskern Steeles zerstört. Das Kaufhaus wurde im Februar 1979 wieder geschlossen, worauf das Gebäude bis 1985 leer stand. Die ab 1985 neue Ansiedlung von Supermärkten, wie Globus und Spar, scheiterte, gab dem Komplex jedoch seinen heutigen Namen Globus-Center. Heute wird das Haus von einem Elektronik-Markt sowie der Stadt Essen und Einzelhandelsgeschäften genutzt. Im Souterrain stehen auch heute (Stand: September 2019) Ladenflächen leer. Ebenfalls später stark kritisiert wurde der Bau des Wohnhochhauses der GAGFAH in der Bochumer Straße 64, das entgegen den ursprünglich im Bebauungsplan festgelegten zwölf Etagen auf Drängen des Investors mit 21 Etagen genehmigt und gebaut wurde. Ein weiterer Skandal der Sanierungsgeschichte war der Bau des Möbelhauses Kröger. Bei Baubeginn war aufgrund des Bebauungsplans ein nur maximal viergeschossiger Neubau gestattet. Kröger erlangte daraufhin eine Ausnahmegenehmigung zum Bau von sechs Geschossen. Entgegen dieser Genehmigung wies der Neubau allerdings sieben Etagen auf, woraufhin die Bauverwaltung nach Kenntnis dessen im Januar 1972 die Baustelle stilllegte und dem Bauherrn lediglich gestattete, das oberste, nicht genehmigte Geschoss winterfest zu machen. Ungeachtet dessen wurde aber – ohne Wissen der Verwaltung – das betreffende Geschoss vollständig fertiggestellt. Im November 1973 wurde durch nachträgliche Höherstufung des Bebauungsplans der fertiggestellte Bau doch genehmigt und schließlich abgenommen, somit also der zuvor durch Kröger begangene Rechtsbruch legalisiert. Der dadurch in starke öffentliche und politische Kritik geratene Essener Baudezernent Hans Helm konnte in diesem Vorgehen aber kein Zugeständnis an Kröger erkennen und sprach stattdessen von einer „städtebaulich erstrebenswerten“ Anpassung des Bebauungsplans. Vollends zum Skandal wurde die Angelegenheit, als 1974 bekannt wurde, dass die Akten des städtischen Rechtsamtes zu dem inzwischen in dieser Sache aufgenommenen Rechtsstreit „Stadt Essen / Josef Kröger“ in der Essener Verwaltung „im Geschäftsgang“ spurlos verloren gegangen waren.
Im Zusammenhang mit den Steeler Umstrukturierungsmaßnahmen wurde auch der Verkehrsknoten S-Bahnhof Essen-Steele West als zentraler Verknüpfungspunkt zwischen S-Bahn, Stadtbahn und Bus angelegt. Er übernahm danach den Namen von dem etwa einen Kilometer entfernten alten Bahnhof Essen-Steele, der in Essen-Steele Ost umbenannt wurde. Am 1. Februar 1978 wurde die aufgeständerte Verbindungskurve von der Ruhrbrücke zum Bahnhof Essen-Steele West (dann Bahnhof Essen-Steele) eröffnet.

## Bevölkerung
Am 31. März 2025 lebten 16.946 Einwohner in Steele.
Strukturdaten der Bevölkerung in Steele (Stand: 31. März 2025):
- Bevölkerungsanteil der unter 18-Jährigen: 16,5 % (Essener Durchschnitt: 16,9 %)[8]
- Bevölkerungsanteil der mindestens 65-Jährigen: 25,7 % (Essener Durchschnitt: 21,7 %)[9]
- Ausländeranteil: 19,6 % (Essener Durchschnitt: 20,6 %)[10]

## Politik

### Bürgermeister
- 1808–1811: Albert Friedrich Bach
- 1811–1822: Maximilian Friedrich von Vittinghoff
- 1824–1834: Christian Noot
- 1834–1838: Bertram Pfeiffer
- 1838–1844: Samuel Friedrich Biegon von Czudnochowski
- 1844–1851: Friedrich de Wolff
- 1851–1863: Theodor Märcker
- 1863–1876: Theodor von Cloedt
- 1877–1880: Hugo Jesse
- 1880–1881: Carl Matthias Aloys Pietz
- 1882–1894: Theodor Heider
- 1894–1898: Wilhelm Farwick
- 1899–1923: Bernhard Schulz
- 1923–1929: Richard Disch

### Amtmänner von Königssteele
- 1885–1903: Wilhelm Hans
- 1903–1917: Hermann Bock von Wülfingen
- 1919–1926: Bernhard Adolph Maria Hechelmann

## Heutiger Charakter

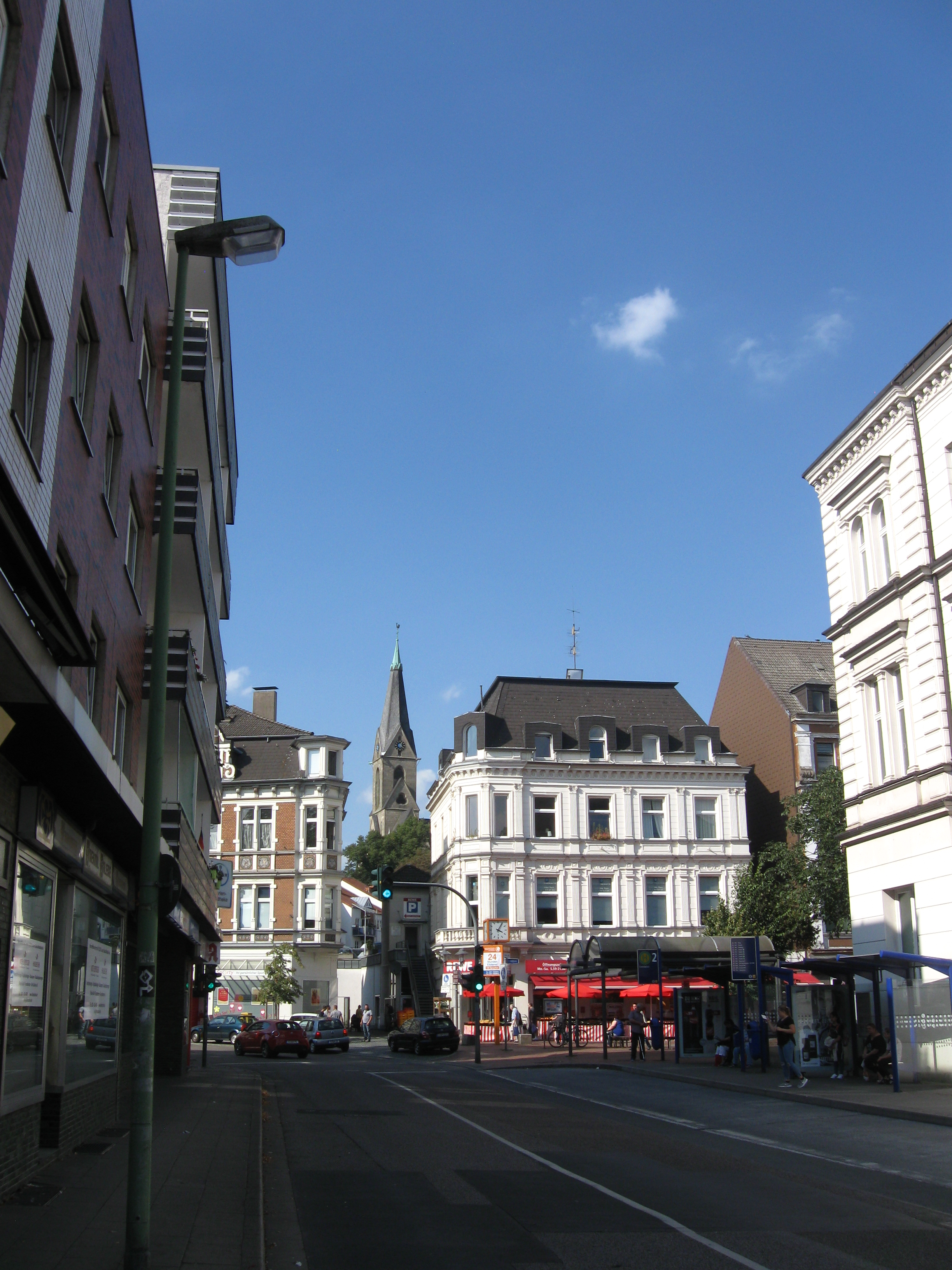
Blick über den Grendplatz zur Laurentiuskirche
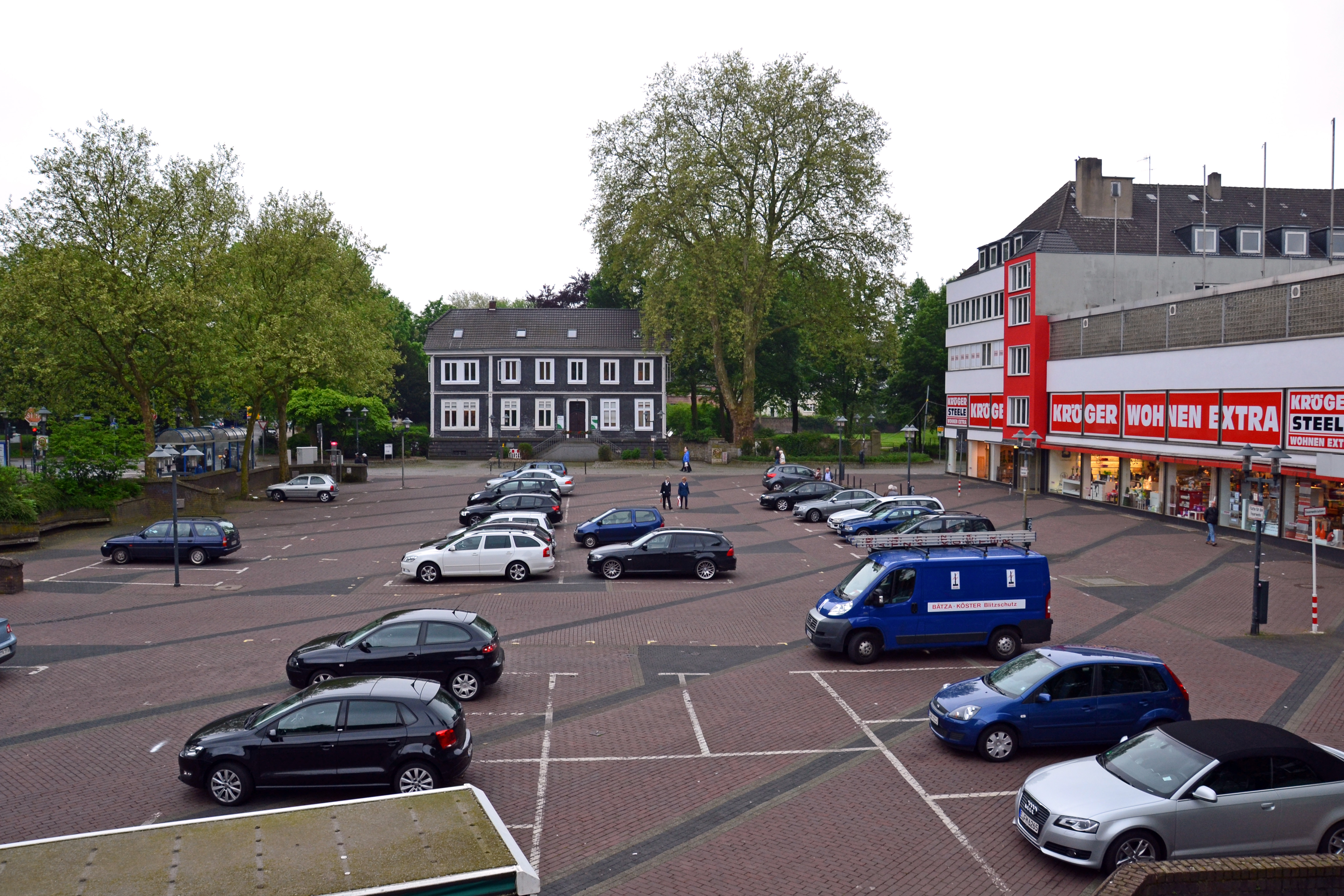
Dreiringplatz, im Hintergrund das denkmalgeschützte ehem. Wohnhaus Wisthoff
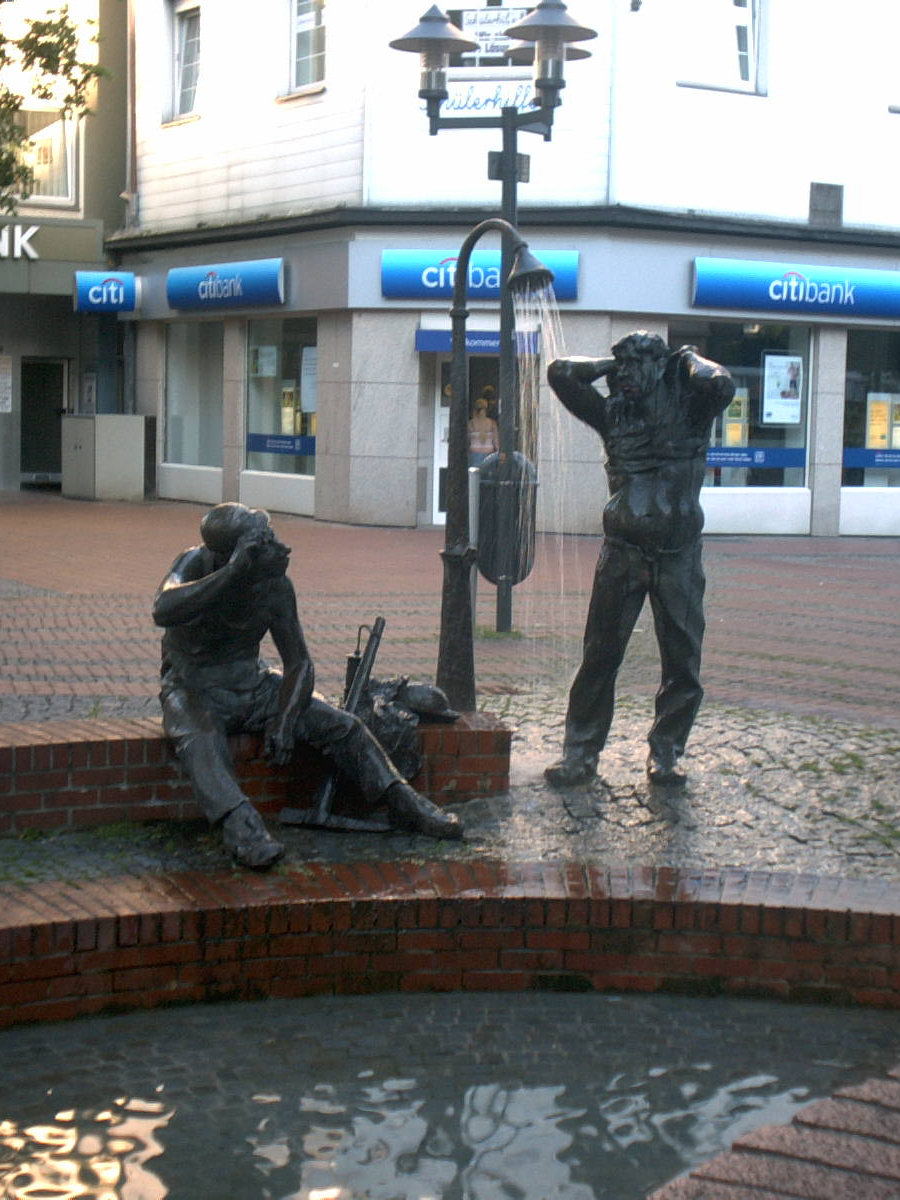
Brunnen auf dem Kaiser-Otto-Platz
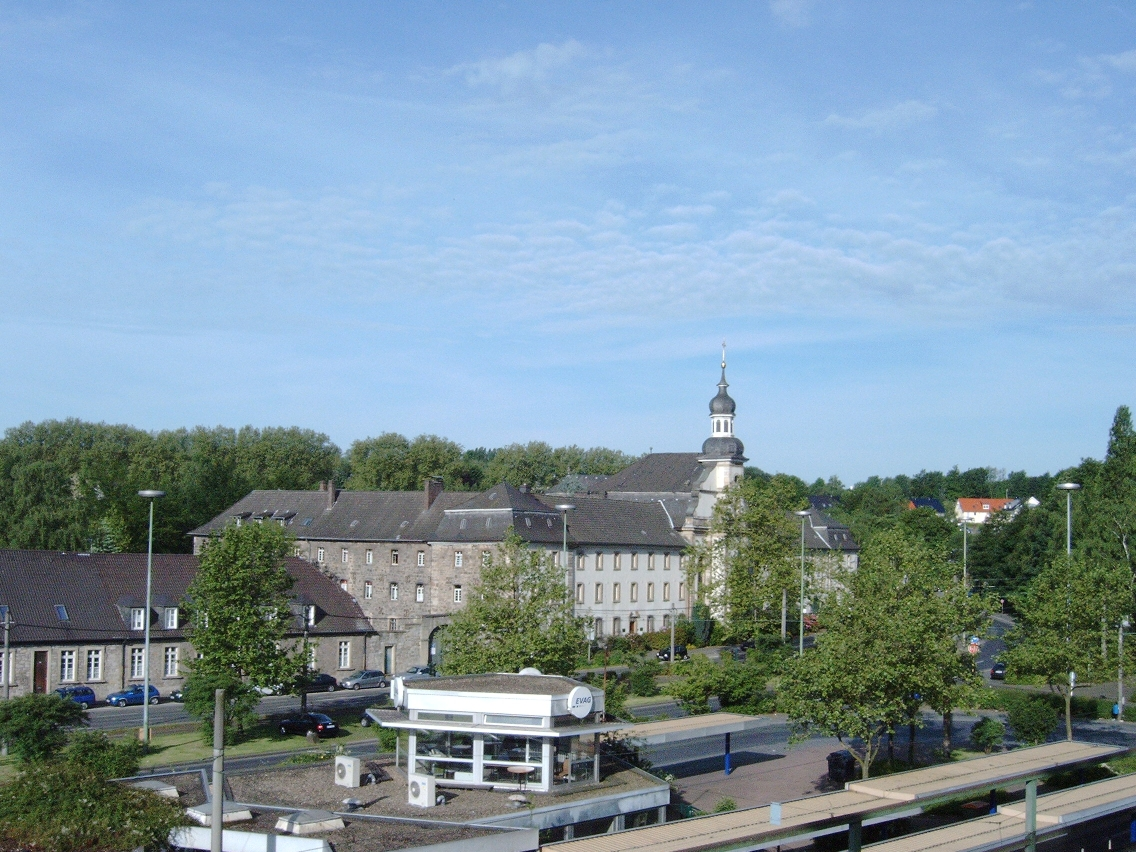
Fürstin-Franziska-Christine-Stiftung
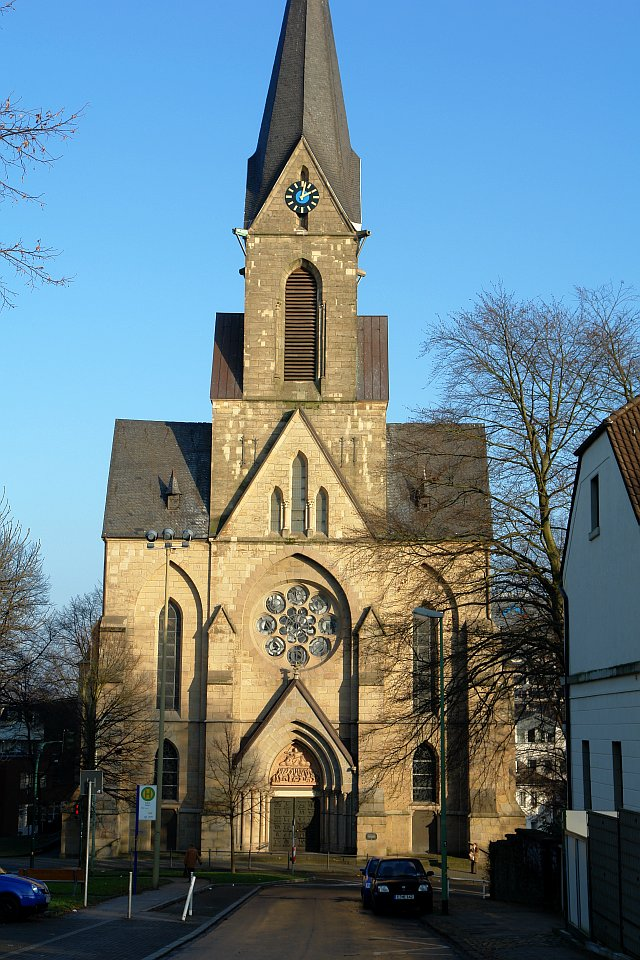
Pfarrkirche St. Laurentius
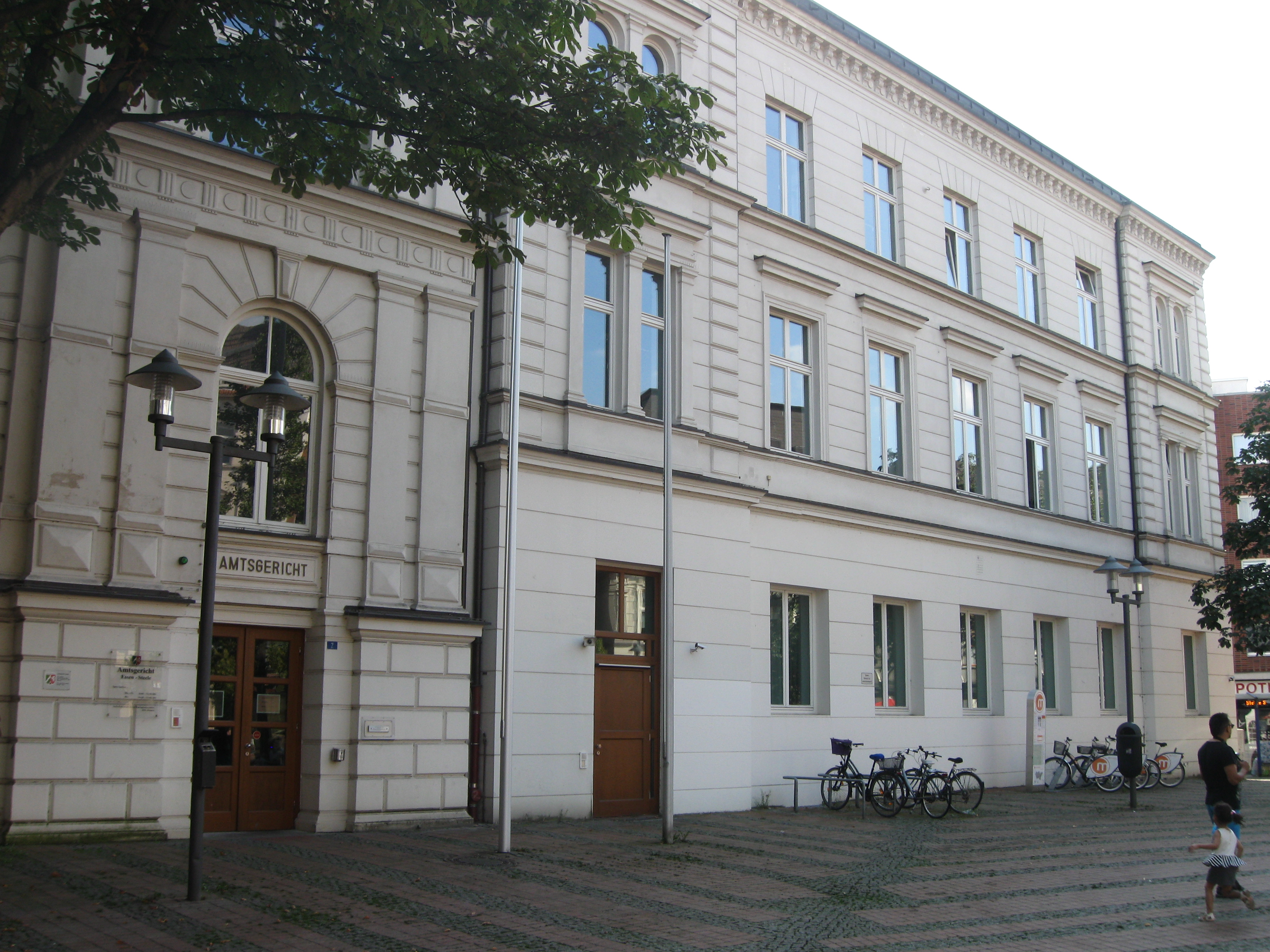
Amtsgericht auf dem Grendplatz
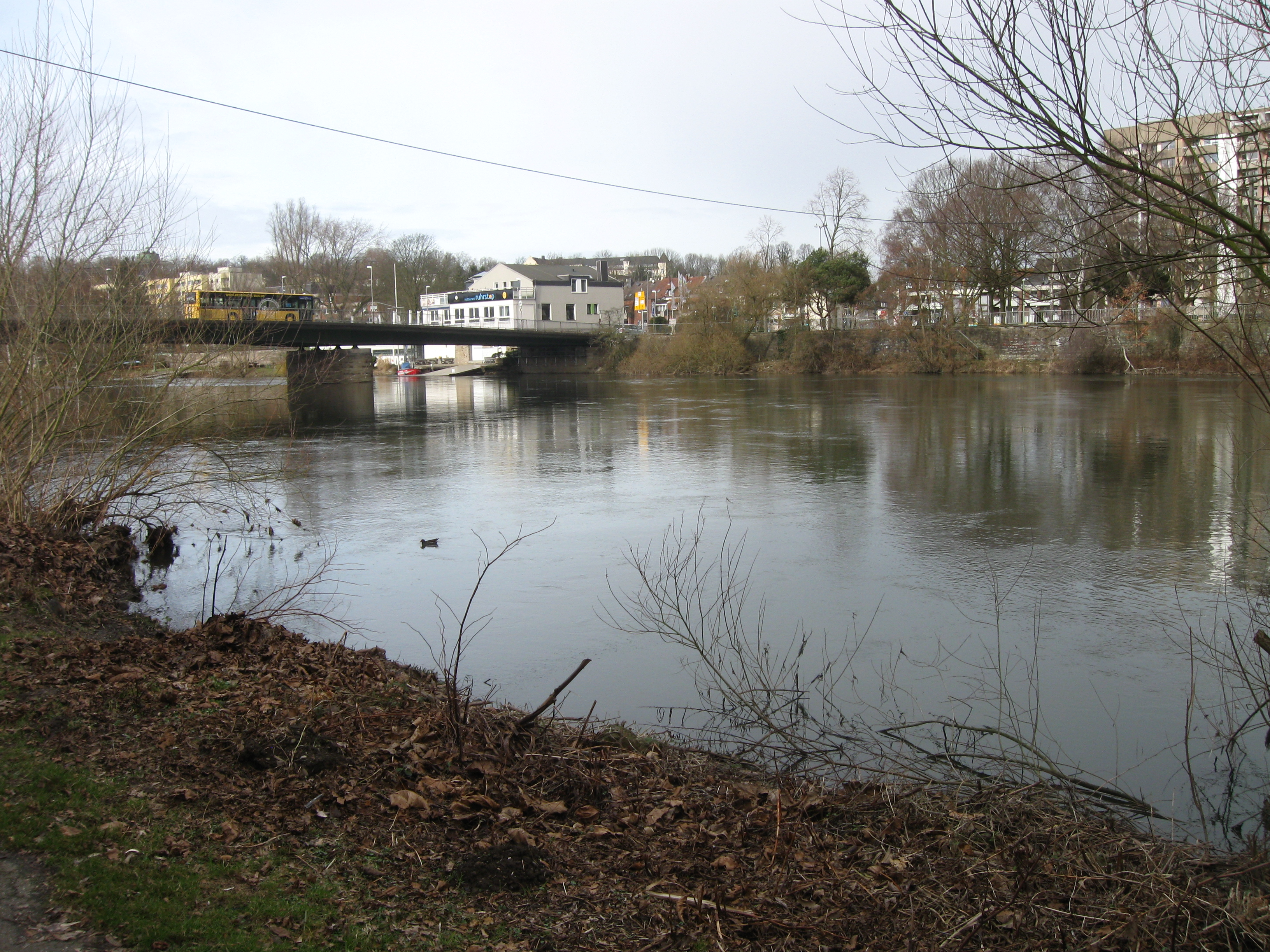
Kurt-Schumacher-Brücke über die Ruhr zwischen Überruhr und Steele

Im Rahmen der Sanierung in den 1970er Jahren wurden mehrere vormals stark befahrene Durchgangsstraßen im Stadtkern zu Fußgängerzonen mit diversem Einzelhandel umgewandelt. Das Stadtbild von Steele zeigt nach der Sanierung auch noch Bauten der Gründerzeit und des Jugendstils. Mittelpunkt des urbanen Lebens sind der Kaiser-Otto-Platz und der Grendplatz. Sie sind auch Schauplatz zahlreicher Veranstaltungen, die der Einzelhandel, der Steeler Werbering, im Laufe des Jahres durchführt. Dazu gehören unter anderem das Weinfest, die Maikirmes, die Herbstkirmes, Ruhr in Flammen und der seit 1976 stattfindende Steeler Weihnachtsmarkt. Ein- bis zweimal pro Jahr findet in Steele ein Motorradgottesdienst statt. Im ehemaligen Kassenhaus von Steele entstand das Kulturforum, kurz Kufo, das ein Café, eine Weinstube und einige Räume der Volkshochschule beherbergt. In der alten Steeler Rektoratsschule an der Westfalenstraße ist das Kulturzentrum Grend mit dem Theater Freudenhaus und Gastronomie zu Hause. Zu den historischen Quartieren am Rande der Steeler Altstadt zählt das Denkmalgebiet Hünninghausenweg.
An der Ruhr gibt es eine Promenade und ein kleines Freibad. Steele liegt direkt an verschiedenen Rad- und Wanderwegen. So führen der RuhrtalRadweg, die Kaiser-Route und die Route der Industriekultur an den Steeler Ruhrufern entlang.
Die Herrenmannschaft des Volleyball-Vereins Humann Essen trägt ihre Heimspiele der Zweiten Bundesliga in Steele in der Sporthalle Wolfskuhle aus.
Diese Sporthalle gehört zur Schule an der Wolfskuhle am Pinxtenweg, die im Sommer 1968 als Gymnasium gegründet wurde. Wenig später kamen Real- und Hauptschule zum Gesamtkomplex hinzu. Letztere beiden wurden 1988 zur Erich-Kästner-Gesamtschule zusammengeführt, das Gymnasium an der Wolfskuhle blieb eigenständig.

### Öffentlicher Personennahverkehr

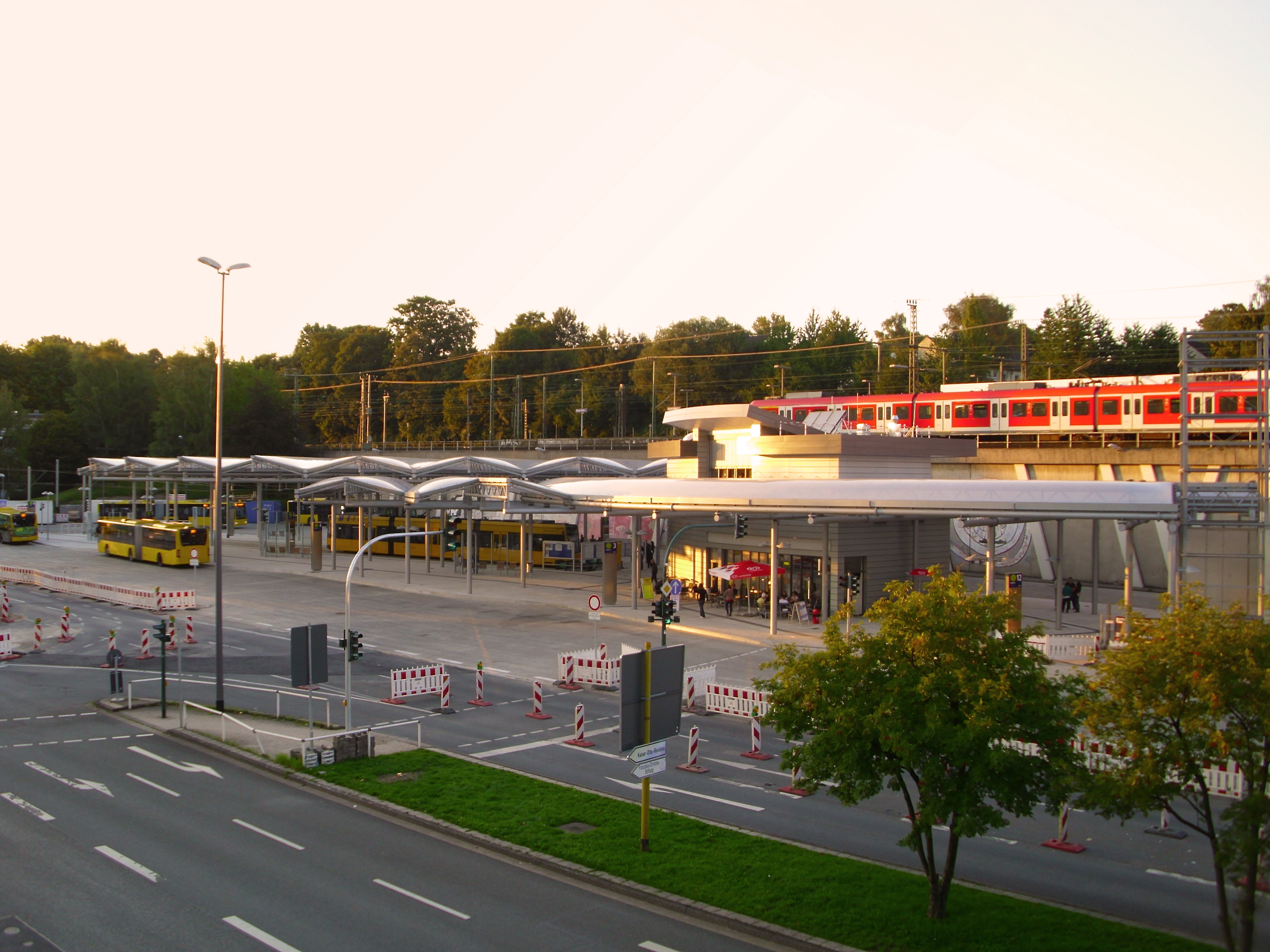
Verkehrsplatz nach Umbau im August 2010

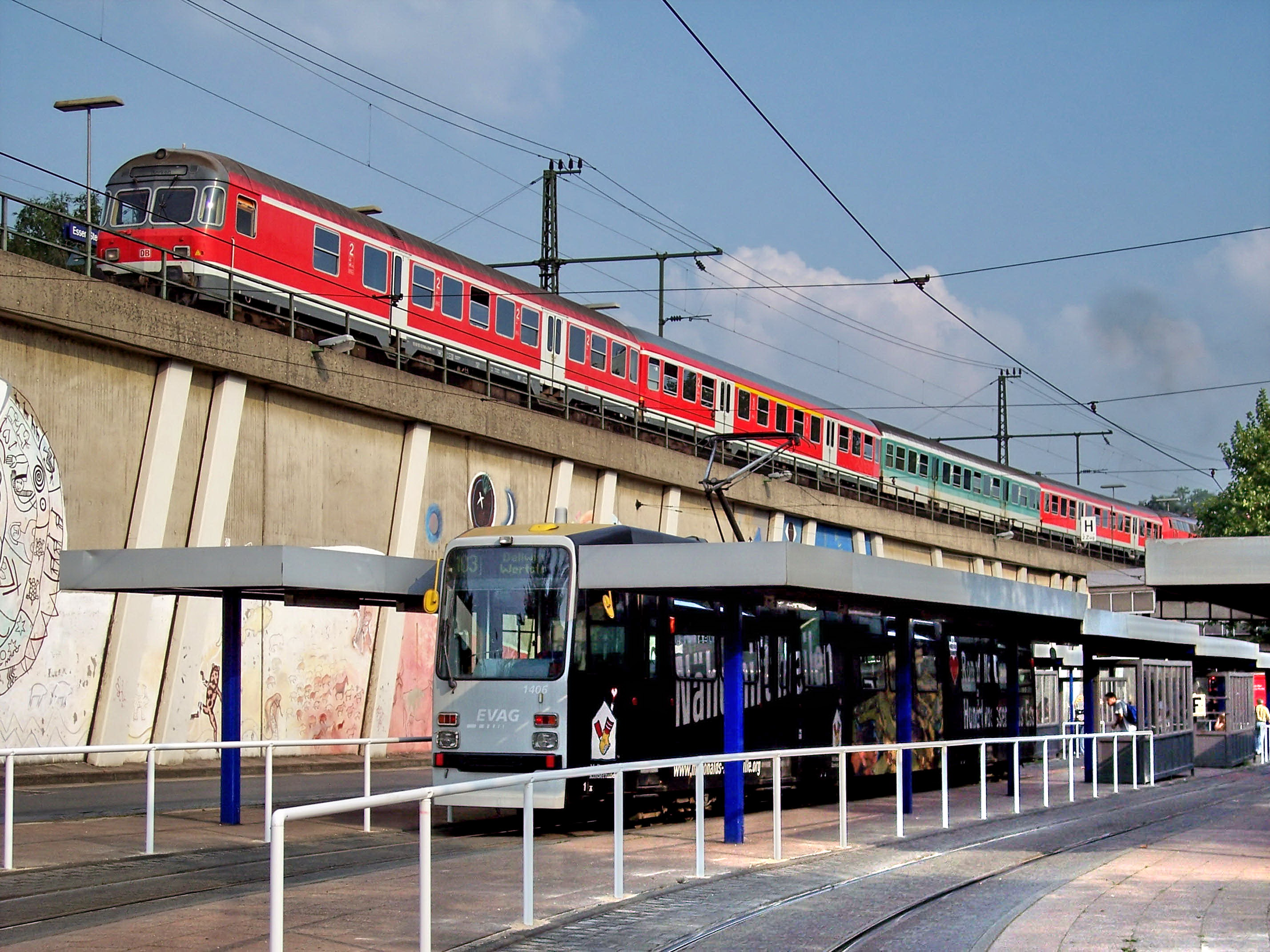
Verknüpfungspunkt zwischen Bahn und lokalem Nahverkehr am Bahnhof Essen-Steele – 2005

Der Bahnhof Essen-Steele gehört zum im Mai 1977 in Betrieb gegangenen Steeler Verkehrsplatz, der nach dem Hauptbahnhof zu den wichtigsten Verkehrsknoten Essens zählt. In den 1970er Jahren entstand das noch heute gültige Konzept, mit Bussen zentral den Verkehrsplatz anzusteuern und von dort aus die Fahrgäste mit der S-, Regional- oder Straßenbahn in Richtung Stadtmitte zu befördern.
Der Verkehrsplatz wurde von Anfang 2009 bis August 2010 in seinem bisherigen Umfang funktional neugebaut. Am 28. August 2010 ging er wieder in Betrieb. Beispielsweise wurden Ankunfts- und Abfahrtsorte der Straßenbahnen so angelegt, dass die Busse bequemer erreicht werden können. Hinzu kam eine neue Überdachung der Verkehrswege und der Wartebereiche sowie eine Barrierefreiheit über alle Ebenen bis zu den Bahnsteigen. Die Umbaukosten lagen bei rund neun Millionen Euro, von denen zwei Drittel das Land Nordrhein-Westfalen trug. Drei Millionen Euro teilten sich Stadt Essen und Verkehrsbetriebe.
Hier verkehren
- im Schienenpersonennahverkehr
die S 1 von Solingen über Düsseldorf, D-Flughafen, Duisburg, Essen und Bochum nach Dortmund,
die S 3 von Oberhausen über Mülheim an der Ruhr und Essen nach Hattingen und
die S 9 von Recklinghausen / Haltern am See über Gladbeck West, Bottrop, Essen, Velbert-Langenberg, Wuppertal nach Hagen
die Regional-Express-Linie RE 14 (Emscher-Münsterland-Express) nach Essen, Bottrop, Gladbeck und Dorsten, als Flügelzug weiter nach Borken (Westf) und Coesfeld (Westf).
die Regional-Express-Linie RE 49 (Wupper-Lippe-Express) von Wuppertal über Velbert-Neviges, Essen, Mülheim an der Ruhr, Oberhausen nach Wesel
- die Straßenbahnlinien 103 und 109
- die Stadtbuslinien 144, 164, 166, 170, 174, 177, 184, 194, 363
- die Nachtexpresslinien NE4, NE5 und NE14

Darüber hinaus gibt es die S-Bahn-Station Essen-Steele Ost, welche von den Linien S 1 und S 3 bedient wird und Anschluss zu einigen Buslinien hat.

### Öffentliche Einrichtungen

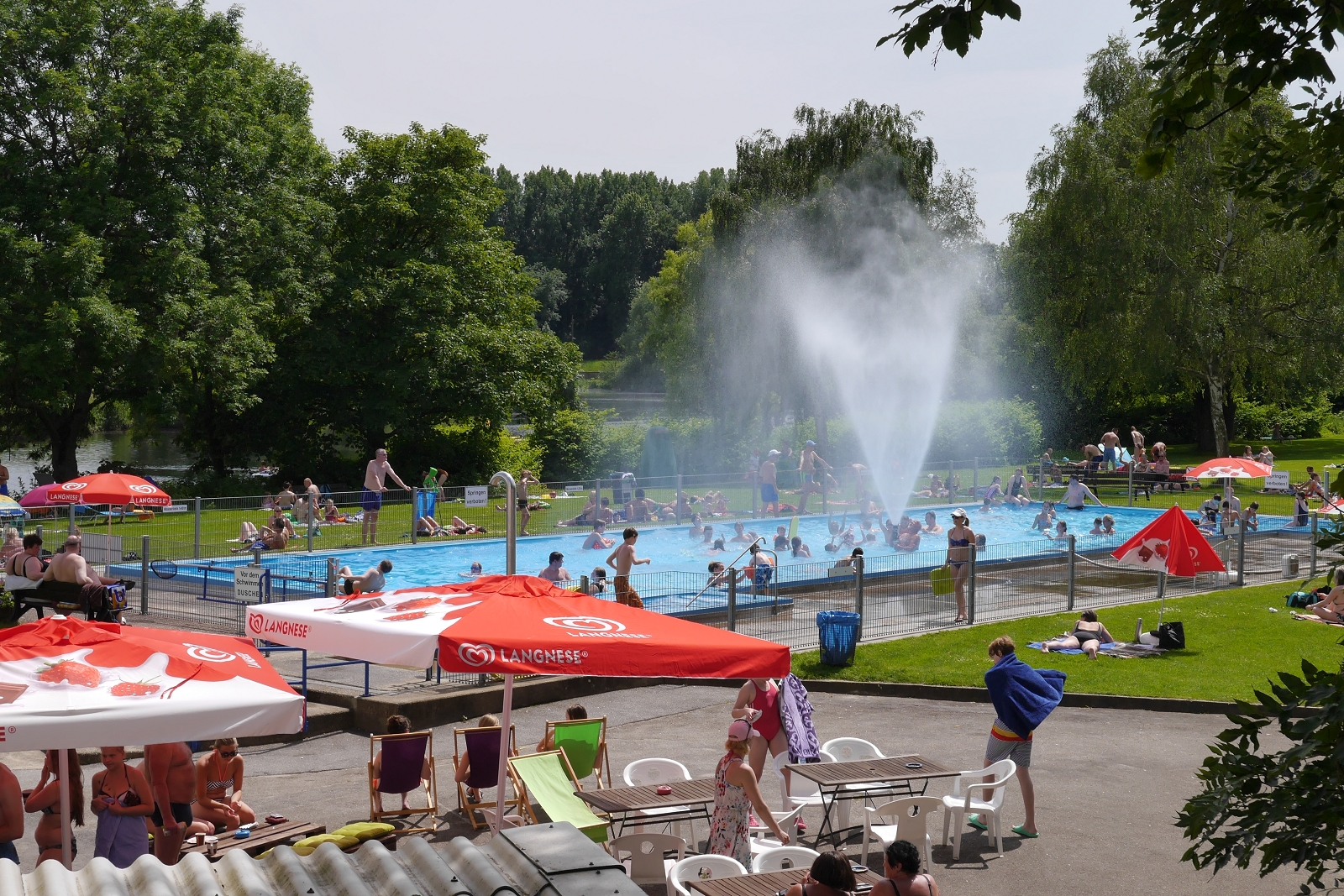
Freibad Steele

Es gibt eine verkehrsberuhigte Fußgängerzone mit Geschäften des täglichen Bedarfs.
In Steele gibt es alle Schulformen, das Alfried Krupp Krankenhaus Steele (vormals Lutherkrankenhaus) mit angrenzendem Hospiz, das Knappschafts-Krankenhaus, Pflegeeinrichtungen, das Waisenhaus der Fürstin-Franziska-Christine-Stiftung, ein Theater, ein Amtsgericht und das Amt für Verkehrswesen der Stadt Essen.
Das 1945 eröffnete Freibad Steele liegt direkt am Ruhrufer und besitzt ein kleines Mehrzweckbecken. Das Freibad wird vom Schwimmverein Steele 11 gepachtet, ist jedoch öffentlich zugänglich.

## Persönlichkeiten
- Ignatius Fortuna (unbek.–1789),  Kammermohr der Essener Fürstäbtissin Franziska Christine von Pfalz-Sulzbach, in Steele gestorben
- Joseph Boismard (1834–1911), Kaufmann und Beigeordneter, Ehrenbürger von Steele
- Johann Heinrich Schönscheidt (1835–1903), Fotograf, in Steele geboren
- Carl Humann (1839–1896), Entdecker des Pergamonaltars, Ehrenbürger von Steele
- Matthias Büssem (1834–1914), Pfarrer, Ehrenbürger von Steele
- Felix Rauter (1841–1910), Unternehmer, Stadtverordneter, Kommerzienrat
- Alexander Schnütgen (1843–1918), Domkapitular, Stifter des Schnütgen-Museums in Köln
- Alexander Schnütgen (1883–1955), Bibliothekar, in Steele geboren
- Franz Guntermann (1881–1963), Bildhauer, in Steele geboren
- Otto Schmitz (1883–1942), Jurist und Politiker, in Steele geboren
- Paul Steimer (1883–1943), Generalstaatsanwalt in Kattowitz
- Wilhelm Schwan (1884–1960), Politiker (SPD, KPD, SED), in Steele geboren
- Ernst Busch (1885–1945), Generalfeldmarschall im Zweiten Weltkrieg, in Steele geboren
- Fritz Reckmann (1907–1984), Politiker (NSDAP)
- Wilhelm Witteler (1909–1993), Mediziner, SS-Sturmbannführer und Lagerarzt im Konzentrationslager Dachau, in Steele geboren
- Theodor Kellermann (1911–1945), katholischer Geistlicher, in Steele geboren
- Heinrich Rüth (1913–2006), erster Bischof von Cruzeiro do Sul, in Steele geboren
- Gisbert Kranz (1921–2009), Schriftsteller, Literaturwissenschaftler, Biograph, Pädagoge und katholischer Theologe, in Steele geboren
- Werner Lachmann (* 1941), Wirtschaftswissenschaftler